# Hatina
Hatina je malý potok v Krkonošském podhůří, který odvodňuje část katastrů Valteřice v Krkonoších a Hrabačov v okrese Semily. Délka jeho toku činí přibližně 2,9 km. Jedná se o pravostranný přítok Jilemky.

## Průběh toku
Hatina pramení jižně od silnice I/14 něco přes kilometr západně od Valteřic, plyne celkově západním směrem kolem lesa Žlábek a pak protéká Hrabačovem, na jehož severním okraji se vlévá do Jilemky, těsně před jejím vyústěním do Jizerky.

### Přítoky
Potok má pouze nepojmenované přítoky.